# Diego Lerman
Diego Lerman (Buenos Aires, 24 de marzo de 1976) es un director de cine y teatro, guionista, productor y dramaturgo argentino.

## Biografía
Estudió las carreras de Diseño de Imagen y Sonido de la Universidad de Buenos Aries (UBA) y Dramaturgia de la Escuela Municipal de Arte Dramático (EMAD). También estudió Montaje en la Escuela de San Antonio de los Baños (Cuba) y Actuación en el Sportivo Teatral.
Hasta el momento ha dirigido seis largometrajes, de los que también es guionista y productor. Dichas películas fueron reconocidas en los festivales más importantes del mundo y estrenadas comercialmente no sólo en Latinoamérica sino también en Europa, Estados Unidos y Japón.
En el año 2002 dirigió, coescribió y produjo Tan de repente, Leopardo de Plata a la Mejor Película Festival de Locarno - Premio Coral a la Mejor Película y a la Mejor Actriz Festival de La Habana - Mejor Nuevo Director y Mejor Guion Festival de Huelva. - Premio de la FIPRESCI en el Festival de Viena - Premio Especial del Jurado y Premio del Público Festival de Buenos Aires (2002) - Mejor Nuevo Director Festival de Las Palmas de Gran Canaria – Mejor Película Festival de Estambul (2003) - Nominado a Mejor Director del año 2002 en Francia por France Culture – Premio Clarín a la Mejor Opera Prima, Actriz Revelación y Actriz de reparto (2003). Ventas Internacionales: Pyramide Films
También en el año 2002 fue seleccionado por el Festival de Cannes para hacer “La Residence” de la Cinefondation en París, donde vivió y trabajó durante 5 meses en la escritura de su segundo film Mientras tanto (2006) – Selección Oficial Festival de Venecia / Montgolfier d´Argent del Festival de Nantes / Selección Oficial New Director´s New Films del MOMA y el Lincoln Center en Nueva York, guion ganador del premio OPENING SHOT 2004 de la Cinefondation del Festival de Cannes y ganador del premio para Desarrollo de Proyecto de la Hubert Bals Fund.
En el año 2008 fundó, junto a la actriz María Merlino, la Compañía Teatral Flor de un día con el objetivo de crear espectáculos teatrales singulares. Hasta el momento la Compañía puesto en escena dos obras de Teatro, Nada del amor me produce envidia y Qué me has hecho, vida mía.
En 2009, fundó la Productora CAMPO CINE SRL www.elcampocine.com.ar junto a Nicolás Avruj. Campo Cine tiene una intensa actividad en el medio audiovisual. Habiendo producido numerosos largometrajes, cortos, documentales y series de televisión.
En 2010 estrenó en la Quincena de Realizadores del Festival de Cannes La mirada invisible, película que dirigió, coescribió y produjo. (INVISIBLE EYE) Guion ganador del premio SUNDANCE/NHK / Premio Especial del Jurado: Festival de La Habana / Mejor Actor: Festival de Biarritz. / Cóndor al Mejor Guion Adaptado + Premio Argentores al Mejor guion adaptado / Premio Cóndor y Premios Sur a la Mejor Actriz / Premio Pantalla Pinamar Balance de Bronce a la Mejor Película / Mejor Película + Mejor Director + Mejor Actriz + Mejor música Original Festival de las Antillas.
Ventas Internacionales: Pyramide Films
En 2011 la Fundación Konex le otorgó el Diploma al Mérito a la disciplina Guion de Cine por el Período 2001-2010.
En 2014 estrenó en la Quincena de Realizadores del Festival de Cannes Refugiado, película que dirigió, coescribió y produjo, una coproducción entre Argentina, Francia, Colombia y Polonia, y proyecto ganador del World Cinema Fund del Festival de Berlín, del Fondo Ibermedia y del Fondo Cinéma du Monde (Francia). Tras participar en la Quincena de Realizadores del prestigioso Festival de Cannes 2014.
Fue elegida en la categoría de Ficción de la 23 Edición del Festival Biarritz Amérique, ganadora del III Concurso Itamaraty para el Cine Sudamericano, obtuvo 5 premios en el Festival UNASUR (Mejor Director, Mejor Sonido, Mejor Fotografía, Mejor Música, Mejor Montaje y el Premio de la Mujer y el Cine). La 62 edición del Festival de San Sebastián eligió la película para participar de la sección Horizontes Latinos. Fue galardonada con el premio especial del jurado en el Festival de Chicago. Recibió nominaciones y participaciones en una extensa lista de festivales locales e internacionales.
En 2018 su proyecto "Nada es lo que parece" fue elegido ganador del concurso "Desarrollo de Guiones" del INCAA.

## Filmografía como director
Largometrajes
- Tan de repente (2002).
- Mientras tanto (2006).
- La mirada invisible (2010).
- Refugiado (2014).
- Una especie de familia (2017)
- El hombre que amaba los platos voladores (2024)

Otros
- La prueba (1999) – Cortometraje.
- La guerra de los gimnasios (2005) – Mediometraje.
- Servicios prestados (2007) – Documental para televisión.
- La casa (2015) – Serie de televisión.

## Filmografía como productor
- Tan de repente (2003) – Largometraje de Diego Lerman.
- La guerra de los gimnasios (2005) – Mediometraje de Diego Lerman.
- Mientras tanto (2006) – Largometraje de Diego Lerman.
- La mirada invisible (2010) - Largometraje de Diego Lerman.
- Soi Cumbio (2011) – Documental de Andrea Yannino.
- Porfirio (Colombia / 2011) – Largometraje de Alejandro Landes.
- Viaje a Mendoza (Francia, 2012) – Largometraje de Eduard Deluc.
- Refugiado (2014) – Largometraje de Diego Lerman.
- NEY (Nosotros, Ellos y Yo (Argentina, 2015) – Película documental de Nicolás Avruj.
- Mi amiga del parque (Argentina, 2015) – Largometraje de Ana Katz.
- El hombre que amaba los platos voladores (2024) – Largometraje de Diego Lerman.

## Televisión
- Autor / Director / Guionista / Productor de La casa ficción 13x48 Canal 7 (TV PUBLICA) 2015
- Productor General de la serie de televisión documental Fotos, retrato de un país 2 8x26 dirigida por Jhonatan Perel, Canal Encuentro 2013.
- Productor General de la serie de televisión documental Industrias Argentinas 2, 8x26 dirigida por Pablo Mazzolo, Canal Encuentro 2013.
- Productor General de la serie de televisión documental Propaganda 8x26 dirigida por Alejandro Hartmann, Canal Aqua 2013.
- Productor General de la serie de televisión documental La Ley 8x26 dirigida por Nicolás Avruj, Canal Aqua 2013
- Dirigió para televisión el programa de documentales Entrevistas para canal Encuentro (serie de 6 x 26) 2012.
- Fue Productor General de la serie de televisión documental Fotos, retrato de un país 8x26 dirigida por Fernando Zuber. Emitida por Canal Encuentro y Canal 7. 2011 / 2012

## Teatro
- ¿Cómo vuelvo?, basado en cuento de Hebe Uhart - Dirigida por Diego Lerman. Teatro Santos4040 2015
- Qué me has hecho, vida mía Dramaturgia: Pitrola / Merlino / Lerman – Dirigida por Diego Lerman. Teatro la Carpintería 2012 / 2013 / 2014
- Nada del amor me produce envidia. Obra escrita por Santiago Loza y dirigida por Diego Lerman (2008 / 2009 / 2010 / 2011 / 2012) estrenada en el Sportivo Teatral / teatro tadrón / La Carpintería: www.nadadelamormeproduceenvidia.blogspot.com

## Docencia
- Durante 2013 / 2014 dictó Clínicas de Dirección en diversas provincias del país como Jurado y Formador del Concurso Raymundo Glayzer organizado por el INCAA.
- Desde 2013 forma parte de la Cátedra Blanco de la materia troncal DAV. Carrera de Diseño de Imagen y Sonido. UBA
- 2013 Docente Titular de la materia “Apreciación Cinematográfica” de la Carrera de Puesta en Escena de la Escuela Metropolitana de Arte Dramático.
- 2012 / 2013 Titular de la cátedra de Actuación en Cine y TV IV en el Centro de Investigación Cinematográfica.
- Dicta el Seminario Intensivo Bailar en la Oscuridad, orientado a Actores y Directores de Cine (Villa del Cine / Caracas - Venezuela) http://www.cnac.gob.ve/?p=2145
- Desde 2011 / 2013 dicta seminarios regulares de Actuación en Cine en su propio Estudio (Cómo actuar en cine).
- Dicta clases de Guion en su propio Estudio desde 2009 / 2013
- Dictó el Workshop en Chantiers Nomades: El Actor como cómplice (Toulouse, 2009) www.chantiersnomades.com
- Seminarios de Guion en Cine - Haciendo Cine (2008, 2007, 2006, 2005).

## Otras actividades
- Jurado Bienal de Arte Joven de Buenos Aires. (2015).
- Jurado Oficial del Festival de Venecia. (2014).
- Jurado de Preselección de Proyectos para el BAL (BAFICI 2013)
- Integrante del Jurado de Opera Prima del INCAA (diciembre de 2011 / marzo de 2012)
- Jurado Oficial Festival de Locarno (2007)
- Jurado Oficial Concurso Mèlies organizado por la Embajada de Francia (2006).
- Jurado Oficial Festival de Cine de Buenos Aires (2004).
- Jurado Oficial Festival de Cine de La Habana (2004).
- Jurado Oficial Festival de Cine de Las Palmas Gran Canaria (2004).

## Relaciones familiares
Su padre es el escritor Pablo Lerman. Su hermana es la escritora y chelista Julieta Lerman. Su abuela, Teodora "Tauba" Gelman, era hermana del poeta Juan Gelman. Su tatarabuelo materno, Moisés Abraham Burichson, fue rabino de Odesa y desapareció en la Shoa.

## Premios y distinciones
Festival Internacional de Cine de Venecia
| Año  | Categoría             | Trabajo nominado | Resultado |
| ---- | --------------------- | ---------------- | --------- |
| 2006 | Premio Venice Authors | Mientras tanto   | Ganador   |

Festival Internacional de Cine de San Sebastián
| Año  | Categoría                        | Trabajo nominado       | Resultado |
| ---- | -------------------------------- | ---------------------- | --------- |
| 2017 | Premio del jurado al mejor guion | Una especie de familia | Ganador   |